# Declaração de Independência da República da Crimeia

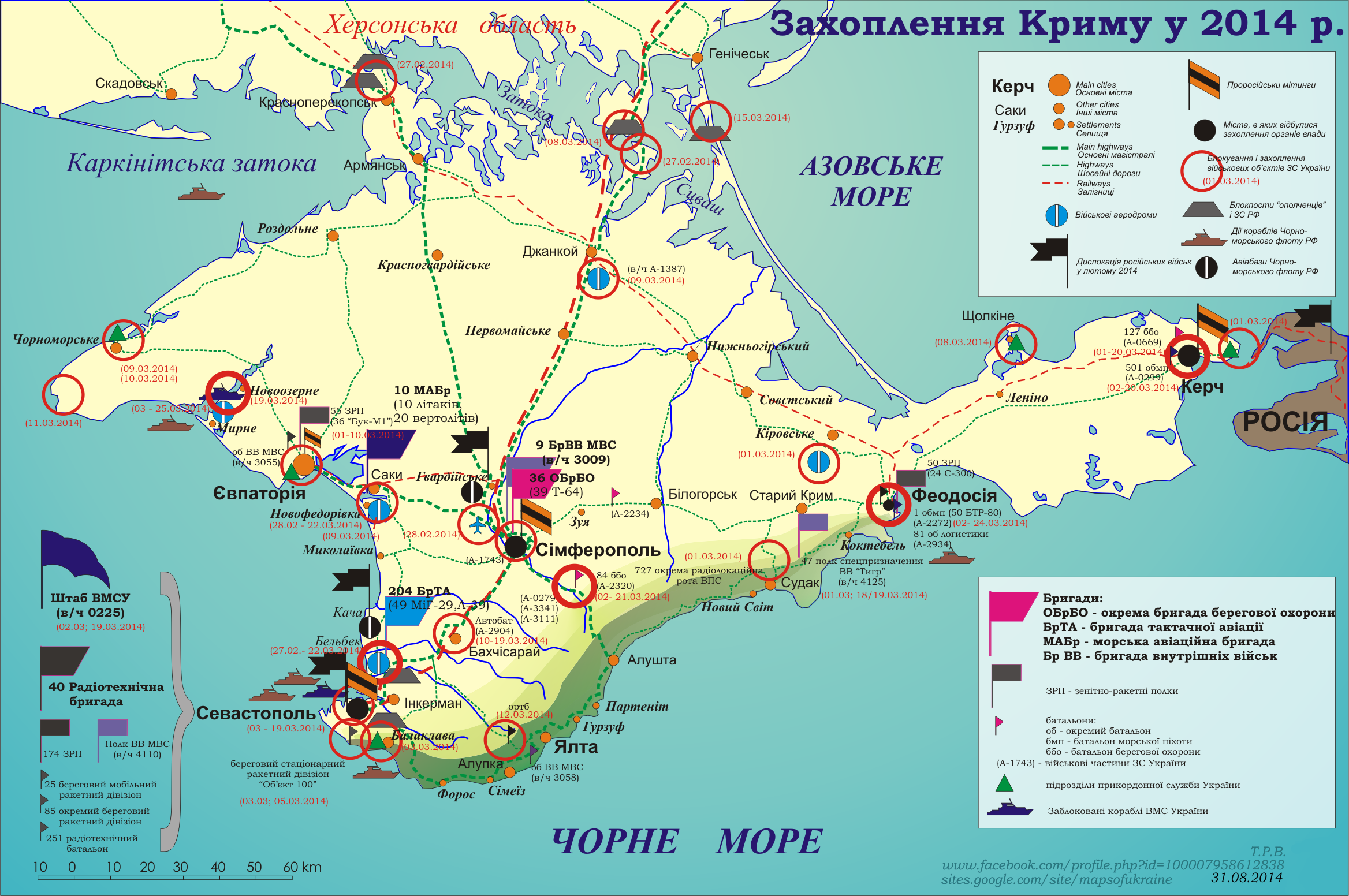
Mapa ilustrando a captura da República Autônoma da Crimeia e Sevastopol pela Rússia, ocorrida entre fevereiro e março de 2014, durante o processo de anexação da Crimeia pela Federação Russa. A imagem destaca os eventos geopolíticos relevantes relacionados à Declaração de Independência da República da Crimeia.

A Declaração de Independência da República da Crimeia é uma resolução conjunta adotada em 11 de março de 2014 pelo Conselho Supremo da Crimeia e pelo Conselho Municipal de Sebastopol no qual eles expressam sua intenção de declararem independentes da Ucrânia, após a realização do referendo de 16 de março do mesmo ano. Os participantes representavam na época divisões subnacionais da Ucrânia, porém esperavam que essa medida trouxesse a unificação da Crimeia e possibilitasse a independência de um Estado soberano unificado, caso os eleitores aprovassem a união com a Federação Russa no referendo. O documento cita explicitamente a declaração unilateral de independência do Kosovo e a opinião do Tribunal Internacional de Justiça sobre aquele caso como um possível precedente para o caso.

## Texto
O texto do documento declara:

## Reconhecimento internacional
O Ministério de Relações Exteriores da Federação Russa afirmou que a decisão do parlamento da Crimeia ao declarar sua independência era totalmente legal.